# Legge di Dio
Il concetto di legge di Dio, intesa come legge stabilita da Dio, è di fondamentale importanza nella visione ebraica, cristiana e  islamica del mondo e della vita. Dio è il sovrano creatore e sostenitore dell'universo. L'universo è un insieme armonioso il cui funzionamento è regolato da precise leggi, quelle che Dio ha stabilito. Anche la vita delle creature umane è stata sottoposta a leggi intese a garantirne e regolarne la vita (Sharia). La creatura umana, come creatura responsabile, le riconosce (la legge è rivelata) e si sottomette ad esse volentieri e con riconoscenza. Quando si sottrae a queste leggi ("il peccato è la violazione della legge"; 1 Giovanni 3:4), la creatura umana incorre inevitabilmente in alcune conseguenze, quelle pure previste dalla legge di Dio. Nella Bibbia Dio è un Dio di giustizia.

## La Legge di Dio nel mondo di Dio
Sin da principio la legge di Dio sta al cuore stesso del Suo rapporto con la creatura umana. Lo si vede sottolineato chiaramente nel racconto della Genesi al capitolo 2. La benevolenza e la generosità del Creatore verso le principali Sue creature, non oscura il fatto che essa, nel Giardino dell'Eden è esse sono sottoposte alla Legge e che la loro stessa vita dipende dall'ubbidienza ad essa.
L'equilibrio di tutte le cose lo si vede, in questo racconto, nel fatto che alla creatura umana sia permesso di nutrirsi e di godere del frutto degli alberi di quel giardino, eccetto che di uno, che le è proibito. Eppure, in quel singolo albero era custodita l'idea stessa di legge. «Mangia pure da ogni albero del giardino, ma dell'albero della conoscenza del bene e del male non ne mangiare; perché nel giorno che tu ne mangerai, certamente morirai» (Genesi 2:15,16). È così che la Bibbia proprio nei suoi stessi esordi, unisce insieme due principi indissolubili: ubbidienza alla legge della vita.
In Genesi 3, con la disubbidienza sorgono anche altri concetti:
- la cattiva coscienza: «Poi udirono la voce di Dio il SIGNORE, il quale camminava nel giardino sul far della sera; e l'uomo e sua moglie si nascosero dalla presenza di Dio il SIGNORE fra gli alberi del giardino» (Genesi 3:8).
- Là l'amore viene sostituito dal risentimento: «L'uomo rispose: “La donna che tu mi hai messa accanto, è lei che mi ha dato del frutto dell'albero, e io ne ho mangiato”» (Genesi 3:12), ma anche:
- la corruzione del matrimonio: «Alla donna disse: «Io moltiplicherò grandemente le tue pene e i dolori della tua gravidanza; con dolore partorirai figli; i tuoi desideri si volgeranno verso tuo marito ed egli dominerà su di te» (Genesi 3:16).
- È infine particolarmente notevole come l'infrazione della Legge comporti la dislocazione delle creature umane dal loro ambiente più favorevole (Genesi 3:17-19), un ambiente che si volgerà loro contro e solo malvolentieri e con grande costo, fornirà quel che è sufficiente per la loro vita.

Il resto dell'Antico Testamento perpetua questa concezione dell'essere umano nel suo ambiente: solo ubbidendo alla Legge di Dio esso può vivere con successo e prosperare nel mondo di Dio. Lo stesso ambiente si rivolta contro i disubbidienti. La terra è contaminata dai trasgressori della Legge (Levitico 18:24-30) e c'è il rischio concreto che la terra «vomiti fuori» tali creature umane: «Osserverete dunque tutte le mie leggi e le mie prescrizioni e le metterete in pratica affinché il paese dove io vi conduco per abitarvi non vi vomiti fuori» (Levitico 20:22).
Dietro a questo concetto di vitalità morale dell'ambiente si pone quello del coinvolgimento diretto di Dio nella storia umana. Lo Spirito di Dio è attivo alla creazione (Genesi 1:2; Salmo 33:6) e quest'attività è vista sia nel rinnovamento che nel decadimento delle piante «Tu mandi il tuo Spirito e sono creati, e tu rinnovi la faccia della terra» (Salmo 104:30); «L'erba si secca, il fiore appassisce quando il soffio del SIGNORE vi passa sopra; certo, il popolo è come l'erba» (Isaia 40:7). Per questo la vita che dà vitalità all'ambiente è la vita stessa di Dio, piena della Sua santità.
È così che l'Antico Testamento porta in sé un chiaro e distinto ambientalismo, ed al suo centro sta la Legge di Dio, il Creatore.

## La Legge nell'Antico Testamento
Per l'Antico Testamento la Legge è norma insostituibile di ogni rapporto della creatura umana con Dio perché definisce la volontà di Dio per la sua vita. Nel Giudaismo la Legge di Dio, raccolta e codificata in scritti sacri, costituisce il centro stesso della pietà religiosa. L'osservanza dei comandamenti è l'atto religioso fondamentale.
Storicamente, all'origine della Legge in Israele è la figura di Mosè, il legislatore per eccellenza. È alla sua opera che tutte le leggi sono fatte risalire. Egli, però, non è che il mediatore che Dio ha scelto per comunicare al Suo popolo la Sua volontà (Esodo 19:23-25). La Legge, infatti, proviene da Dio e non riguarda solo l'ambito cosiddetto religioso della vita, ma tutta la vita umana, in ogni suo ambito, pubblico e privato. La Legge di Dio è il contenuto dell'Alleanza che Dio ha stabilito con il Suo popolo. La Legge di Dio è ciò che Israele si è impegnato ad osservare e che determina la sua identità e funzione nella storia. La legge di Dio è frutto della rivelazione ed è chiara, certa, costante ed universale. A differenza delle divinità immaginate da altri popoli, Dio è costante e fedele ai Suoi impegni certificati in quello stesso patto.
Il termine ebraico che noi traduciamo con Legge, Torah (in ebraico: תּוֹרָה ), a volte scritto Thorah, significa originalmente insegnamento e designa la tradizione legale tramandata dai Leviti (cfr. Deuteronomio 33:8-10) e dai sacerdoti presso i santuari e probabilmente mediante la consultazione di oracoli. A differenza della parola profetica, dal carattere improvviso e occasionale, le singole leggi erano considerate universalmente ed eternamente valide. Presto esse sono messe per iscritto ed incorporate nel Pentateuco. Con il ritrovamento e la lettura pubblica del "Libro della Legge" (2 Re 22,23), avviene, però, una profonda trasformazione: essa diventa libro, testo scritto solennemente promulgato con lettura pubblica. Da allora il "Libro della Legge" comincia a sostituire il Tempio come simbolo della presenza di Dio. Con Esdra il processo è compiuto, la legge è letta di fronte al popolo (Nehemia 8) e da allora si identifica con l'intero Pentateuco.
Anche al tempo di Gesù e fino ad oggi, per gli Israeliti, "Legge" o Torah è la designazione dei primi cinque libro della Bibbia (Luca 2:23; Matteo 12:5. Con Esdra, accanto al sacerdote, appare così la figura dello scriba, cioè "l'uomo del libro", l'interprete delle prescrizioni divine rivelate una volta per tutte. La Legge finisce così per essere considerata una collezione di comandamenti. La vita religiosa diventa, così, sempre di più osservanza, spesso esteriore, dei comandamenti e si ritiene che la salvezza sia il risultato della loro osservanza. In termini tecnici si designa questo come salvezza per le opere della legge.
In ogni caso va osservato che i Salmi, come ad es. il 119 proclamano la felicità di coloro che camminano secondo la Legge di Dio. Essi non percepiscono la Legge come un giogo o un fardello, ma come "un diletto" (v. 16), oggetto di pia ed estatica meditazione (v. 105), come una luce sul sentiero (v. 105), come "canto dell'anima" (54), come desiderata sapienza della vita (v. 12, 26, 64, ecc.). Questa valutazione della Legge come strumento di comunione con Dio si ritrova negli scritti sapienziali deuterocanonici. È necessario tenere in debito conto questi aspetti molto vivi della religione della legge, per valutare giustamente la polemica che il Nuovo Testamento rivolge alla Legge, opponendola alla fede ed alla grazia. Nell'originale concezione biblica, la Legge non si oppone alla grazia, ma ne è espressione. In questo i concetti più profondi del Nuovo Testamento sono prefigurati e preannunciati nell'Antico.

## La Legge nel Nuovo Testamento
Indica tanto la Torah, il Pentateuco e, per estensione, tutti i libri dell'Antico Testamento, quanto la Legge nel senso particolare del Decalogo o di un insieme di norme che reggono la vita umana.

### Nei Vangeli sinottici
Molto discusso è l'atteggiamento di Gesù nei riguardi della Legge. Da un lato Egli riconosce il valore dell'Antico Testamento come Parola di Dio di valenza permanente. Afferma infatti che "neppure uno iota della Legge passerà". Per Gesù si tratta di volontà di Dio d'ordine morale che varrà fino al momento nel quale il Regno di Dio manifesterà la potenza e la gloria di Dio e del Messia. Il Nuovo Testamento non deflette mai dall'affermazione della validità della Legge divina (Matteo 5:17,18; Luca 16:17).
D'altro canto nei Sinottici l'opposizione di Gesù alle interpretazioni piú formali della legge mosaica, spesso rappresentate dai Farisei, oppone delle interpretazioni rabbiniche della legge diffuse al suo tempo. In particolare ad una legge sabbatica, composta di divieti arbitrari, ribadisce in Marco 2:27 un'interpretazione in cui l'osservanza del sabato dovesse andare a beneficio dell'uomo.
Nei Sinottici la spiritualità si riorienta verso il Regno di Dio e la figura del Cristo stesso e la Legge, intesa come una serie di norme da applicare alla lettera, per sfuggire alla condanna divina, cede il posto a nuove leggi ancora piú stringenti e orientate a regolamentare non gli atti ma le disposizioni di pensiero. 

### Negli Atti degli Apostoli
Qui il termine "Legge" acquista un significato particolare dal capitolo 15 dov'è trattata la questione dell'accoglienza dei pagani nella chiesa cristiana. In base ad un accordo espresso da un decreto degli Apostoli, i cristiani provenienti dal Paganesimo dovranno sottostare solo ad alcune norme generali tratte dalle basi dell'Ebraismo a cui venivano forse sottoposti i proseliti giudei. Difficile dire se queste regole fossero effettivamente applicate alle comunità cristiane. È certo, però, che si trattasse di norme transitorie, in quanto sono molto raramente citate negli scritti cristiani del II secolo d.C. Si suppone quindi siano state tacitamente superate.

### Negli scritti di Giovanni
Il vangelo secondo Giovanni mette particolarmente in evidenza l'asprezza dello scontro fra Gesù, che annuncia Sé stesso come rivelatore, e i Giudei che rappresentano il mondo nella sua volontà di autonomia. Essi giudicano, infatti, il Rivelatore con il metro della Legge (7:23,52; 8:5; 12:34), ed Egli, a Sua volta, pure li giudica con il metro della Legge, ma della Legge che Egli conosce e interpreta autorevolmente per smascherare la loro ipocrisia (7:19; 8:17; 10:34; 15:25). In questi scontri fra Gesù e i Giudei è rispecchiata la polemica di Giovanni con una gnosi giudaica.
La tesi fondamentale di Giovanni è questa: "La legge è stata data per mezzo di Mosè; la grazia e la verità sono venute per mezzo di Gesù Cristo" (Giovanni 1:17). In Cristo, dunque, si ha la rivelazione definitiva, che oscura la Legge data a Mosè. Gesù spesso usa l'espressione "la vostra Legge" (8:17; 10:33, quella che seguivano i Giudei) per distanziarsene.
Ai Giudei Gesù rimprovera di cercare, con i loro continui richiami alla Legge, la loro auto-giustificazione. Del resto, nessuno di loro l'osserva (7:19; cfr. Romani 2:17-24). Ad una manipolazione pedante e saccente della Legge Gesù oppone la pratica della guarigione, del perdono e della riabilitazione del peccatore (7:23; 8:7,7ss).
Gesù si serve comunque della Legge per sostenere la propria testimonianza (8:7,10,34). I Giudei, dal canto loro, non sono in grado di riconoscere la rivelazione attuale di Dio perché impediti dalla loro concezione legalistica e letterale della Scrittura (12:34).
Nella prima lettera di Giovanni (3:4) il peccato viene equiparato alla violazione della legge (anomia). Egli qui non intende ricuperare un'etica legalista, ma vuole opporsi alla dottrina gnostica dell'assenza di peccato (cfr. 1:8,10). In 1 Giovanni si distingue fra "un peccato che conduce alla morte" (5:16), l'apostasia dalla fede in Gesù Figlio di Dio (5:1-12) e "un peccato che non conduce alla morte" (5:17) che può essere confessato e perdonato (1:9). Chi rimane nella vera fede riconosce che gli è comunque necessaria la remissione dei peccati, in considerazione delle proprie trasgressioni. Ciò che soprattutto importa è "rimanere in Cristo" (2:1; 3:6). Da qui, poi, l'osservanza dei comandamenti è il compimento di ciò che è gradito a Dio (3:22).

### Nelle lettere di Paolo
Sono le lettere di Paolo (in particolare quelle ai Romani ed ai Galati), che trattano in modo più esteso la questione del rapporto fra Legge e grazia.
La polemica di Paolo è impostata sull'importanza etica della legge stessa, soprattutto per quanto riguarda i non-ebrei: "Infatti, tutti coloro che hanno peccato senza legge periranno pure senza legge; e tutti coloro che hanno peccato avendo la legge saranno giudicati in base a quella legge; (...) Infatti quando degli stranieri, che non hanno legge, adempiono per natura le cose richieste dalla legge, essi, che non hanno legge, sono legge a sé stessi" (Romani 2:12-14). Tanto per i Giudei quanto per i pagani, quel che conta non è avere la Legge, ma applicarla. Solo da questa applicazione può derivare una giustificazione della creatura umana davanti a Dio sulla base dell'adempimento di una serie di precetti. Vi è, dunque, equivalenza fra Giudei e pagani: "tutti hanno peccato e sono privi della gloria di Dio" (Romani 3:23).
I lati positivi della legge, per Paolo sono i seguenti:
- la legge è santa, giusta e buona in quanto esprime la volontà di Dio (Romani 7:12,14,16);
- essa ha come finalità ultima il Cristo (Romani 10:4) in quanto Egli ne è il compimento ed il compitore;
- la legge dà la conoscenza del peccato (Romani 3:20). Essa porta, cioè, la creatura umana su un piano di verità essenziale e non teorica;
- la legge è completa nell'amore (Romani 13:8-10).

I lati negativi della legge consistono:
- nella sua incapacità di "operare vita" (Romani 7:9) perché di fatto, data l'incapacità umana di ubbidire perfettamente ad essa, come sarebbe loro dovere di fare, generano l'ira di Dio.
- La legge non risolve la contraddizione interna dell'essere umano, solo l'accentua e lo porta alla disperazione.

Il credente, quindi, non confida nelle "opere della legge" (nella valenza meritoria dell'ubbidienza ad essa), perché, a causa delle sue imperfezioni, merita solo condanna, ma confiderà nella giustizia operata in suo favore da Cristo. Infatti: "indipendentemente dalla legge, è stata manifestata la giustizia di Dio, della quale danno testimonianza la legge e i profeti" (Romani 3:21). Egli è passato dall'asservimento della Legge alla grazia di Cristo che lo assolve: "infatti il peccato non avrà più potere su di voi; perché non siete sotto la legge ma sotto la grazia" (Romani 6:14).
In Romani 7 si manifesta un contrasto fra due "leggi" che nel cristiano si combattono: 
- la "legge dello spirito della vita" (Romani 8:12), la "legge della mente" (Romani 7:23), la legge di Dio "secondo l'uomo interiore" (Romani 7:22) e:
- "la legge presente nelle membra" (Romani 7:23), la quale rende l'essere umano prigioniero della "legge del peccato".

Il contrasto è risolto soltanto nel perdono ottenuto tramite l'opera di Cristo (Romani 7:25; 8:2), che ha condannato il peccato "nella carne" con la Sua incarnazione e sofferenza.
Il contrasto fra Legge e grazia si ritrova con la stessa intensità nell'epistola ai Galati, dove l'Apostolo difende la fede delle comunità da lui fondate contro l'influenza di emissari giudaizzanti. Oltre alla ripetizione del principio che nessuno sarà giustificato sulla base delle opere della legge (Romani 3:20 e Galati 2:16), l'Apostolo sostiene fortemente l'indipendenza del dono dello Spirito Santo dalle opere della legge (3:2), tanto che può affermare paradossalmente: "Cristo ci ha riscattati dalla maledizione della legge, essendo divenuto maledizione per noi (poiché sta scritto: «Maledetto chiunque è appeso al legno»)" (Galati 3:10). D'altronde la Legge è venuta più tardi del patto con Abramo e della promessa fatta alla sua gente. Essa, quindi, non ha il potere di annullare il patto precedente (Galati 3:17). La funzione della Legge consiste solo nell'ufficio di "carceriere" (Galati 3:23) finché il credente vive nella libertà.
Nelle altre epistole di Paolo il contrasto fra le due giustizie (quella derivante dalla Legge e quella derivante da Cristo) ritorna in Filippesi 3:6.-9 e 1 Corinzi 15:56.

### Nella lettera di Giacomo
Nella lettera di Giacomo si trova due volte l'espressione apparentemente contraddittoria: "la legge della libertà" (1:25; 2:12 "νομος ελευθεριας"). Questa formula è in funzione del discorso che porta avanti di non essere solo "uditori", ma anche gente che mette in pratica la Parola di Dio (1:22).
In 1:25 l'aggiunta dell'aggettivo la "legge perfetta" ("εις νομον τελειον") indica una permanenza qui del pensiero giudaico, mentre la formula "legge della libertà" pare di origine ellenista, forse stoica. È da considerarsi probabilmente indicazione di una raccolta di insegnamenti di Gesù, intesi come regola di vita la cui osservanza libera dall'ubbidienza letterale alla Legge. Dal contesto appare come il contenuto principale di questa legge siano le opere di misericordia.
Essa è detta anche "legge regale" (2:8 νομος βασιλικου), che può essere riassunta nel comandamento dell'amore verso il prossimo ("regale" indica qui l'eccellenza di questo comandamento). Chi osserva questa legge è liberato dallo scrupolo di doversi attenere ad ogni singolo comandamento (2:10). Chi manipola questa legge regale, per es. usando favoritismi (2:1ss,9), cade nello spietato giudizio finale, come se avesse trasgredito tutta la Legge dell'Antico Testamento (2:13). Il divieto di calunniare e di giudicare il prossimo (4:11) è conforme a tutta la Bibbia.
Il concetto di "Legge" ha quindi significati diversi, a seconda se si tratti della legge dell'Antico Testamento o della "legge della libertà", cioè di un comandamento o di una sintesi degli insegnamenti di Gesù. Il tenore del discorso, però, rimane lo stesso: fare del male ad un fratello della comunità è lo stesso che trasgredire la Legge.
Il compito dell'essere umano è quello di osservare la Legge, mentre il Legislatore e Giudice è uno solo. È con Lui, il cui giudizio è definitivo, che dovrà vedersela chi giudica il prossimo (Romani 14:4).

## Differenza fra Legge ed Evangelo
Il rapporto intercorrente fra Legge di Dio ed Evangelo è uno degli argomenti di maggiore rilevanza nella teologia luterana e riformata. In queste tradizioni, la distinzione fra la dottrina riguardante la Legge, che richiede, ai fini della salvezza, l'ubbidienza alla volontà rivelata di Dio, e l'Evangelo che promette il perdono dei peccati sulla base dei meriti dell'opera di Cristo, ricevuti per fede, è di importanza critica. È usato come principio ermeneutico per l'interpretazione della Bibbia e come principio guida dell'omiletica (preparazione dei sermoni) e della cura pastorale.
Altri gruppi cristiani hanno pure, su questo argomento, delle persuasioni, ma di solito non sono tanto dibattute e rigorosamente definite come nelle tradizioni luterane e riformate.
A volte questa questione è discussa sotto l'intestazione "Legge e Grazia", "Peccato e Grazia", e "ministero (διακονíα) della morte /condanna" e "ministero dello Spirito/giustizia. Talvolta è vista nel contrasto fra Gesù e Mosè.

## Nell'Islam
Secondo i musulmani la legge di Dio é basata sul Corano e gli hadit ed è chiamata sharia.